# Liste von Vulkanen in Peru
Dies ist eine Liste von Vulkanen in Peru, die während des Quartärs mindestens einmal aktiv waren.
| Bild            | Name                                      | Vulkantyp      | Letzte Eruption        | Höhe [m] | Geokoordinaten                |
| --------------- | ----------------------------------------- | -------------- | ---------------------- | -------- | ----------------------------- |
|                 | Andahua-Orcopampa (Valle de los Volcanes) | Vulkanfeld     | 1490 ± 40 Jahre        | 4713     | 15° 25′ 00″ S, 072° 20′ 00″ W |
| Bild gesucht BW | Cerro Auquihuato                          | Schlackenkegel | unbekannt              | 4980     | 15° 04′ 00″ S, 073° 11′ 00″ W |
| Bild gesucht BW | Cerro Nicholson                           | Schlackenkegel | unbekannt              | 2520     | 16° 15′ 30″ S, 071° 45′ 12″ W |
|                 | Chachani                                  | Schichtvulkan  | unbekannt              | 6057     | 16° 11′ 29″ S, 071° 31′ 47″ W |
|                 | Coropuna                                  | Schichtvulkan  | unbekannt              | 6425     | 15° 31′ 00″ S, 072° 39′ 00″ W |
|                 | Hualca Hualca                             | Vulkanfeld     | unbekannt              | 6025     | 15° 49′ 00″ S, 071° 53′ 00″ W |
|                 | Huambo                                    | Vulkanfeld     | 700 v. Chr. ± 50 Jahre | 4550     | 15° 50′ 00″ S, 072° 08′ 00″ W |
| Bild gesucht BW | Huaynaputina                              | Schichtvulkan  | 1600                   | 4850     | 16° 36′ 30″ S, 070° 51′ 00″ W |
|                 | Misti                                     | Schichtvulkan  | 1985                   | 5822     | 16° 17′ 40″ S, 071° 24′ 32″ W |
|                 | Nevados Casiri                            | Schichtvulkane | unbekannt              | 5650     | 17° 28′ 00″ S, 069° 48′ 48″ W |
| Bild gesucht BW | Quimsachata-Vulkangruppe (Kimsachata)     | Vulkanfeld     | ca. 4450 v. Chr.       | 3923     | 14° 12′ 00″ S, 071° 20′ 00″ W |
|                 | Sabancaya                                 | Schichtvulkane | 2003                   | 5967     | 15° 47′ 00″ S, 071° 51′ 00″ W |
| Bild gesucht BW | Sara Sara                                 | Schichtvulkan  | unbekannt              | 5522     | 15° 20′ 00″ S, 073° 27′ 00″ W |
|                 | Ticsani                                   | Lavadome       | 1800 ± 200 Jahre       | 5408     | 16° 45′ 18″ S, 070° 35′ 42″ W |
| Bild gesucht BW | Tutupaca                                  | Schichtvulkan  | unbekannt              | 5815     | 17° 01′ 31″ S, 070° 21′ 30″ W |
|                 | Ubinas                                    | Schichtvulkan  | 2024                   | 5672     | 16° 21′ 18″ S, 070° 54′ 11″ W |
|                 | Yucamane                                  | Schichtvulkane | 1902                   | 5550     | 17° 11′ 00″ S, 070° 12′ 00″ W |